# Нана Александрия
Нана Георгиевна Александрия (на грузински: ნანა ალექსანდრია) е грузинска и съветска шахматистка, гросмайстор при жените.

## Кариера
Александрия е наградена със званието международен майстор при жените през 1966 г., а 10 години по-късно става международен гросмайстор при жените. Тя е шампионка на Съветския съюз през 1966, 1968 (съшампионка) и 1969 г.
Претендентка е за световната титла при жените през 1975 и 1981 г. Губи претендентския си мач с Нона Гаприндашвили (3+ 1= 8– ) през 1975 г. Завършва наравно (4+ 8= 4– ) претендентския си мач през 1981 г. с Мая Чибурданидзе и Чибурданидзе запазва титлата си.
Детски международен шахматен фестивал в нейния роден гр. Поти е наречен на нея „Купа на Нана Александрия“ (на английски: Nana Alexandria's Cup). Предвиден за деца във възрастовите категории до 8, 10, 12 и 16 години.